# Ервін Карабальйо
Ервін Хосе Карабальйо Кабрера (ісп. Erwin Jose Caraballo Cabrera; нар. 21 липня 1981, Кумана, штат Сукре) — венесуельський борець греко-римського стилю, срібний та шестиразовий бронзовий призер Панамериканських чемпіонатів, дворазовий бронзовий призер Панамериканських ігор, чемпіон Південноамериканських ігор, чемпіон та дворазовий срібний призер Центральноамериканських і Карибських ігор, учасник двох Олімпійських ігор.

## Життєпис
Боротьбою почав займатися з 2001 року.
Виступає за борцівський клуб «Ла-Пуенте» Монагас. Тренер — Антоніо Гарсія.

## Спортивні результати на міжнародних змаганнях

### Виступи на Олімпіадах
| Змагання                    | Збірна    | Вагова категорія                  | Місце |
| --------------------------- | --------- | --------------------------------- | ----- |
| Літні Олімпійські ігри 2012 | Венесуела | греко-римська боротьба, до 96 кг  | 19    |
| Літні Олімпійські ігри 2016 | Венесуела | греко-римська боротьба, до 130 кг | 19    |

### Виступи на Чемпіонатах світу
| Змагання                        | Збірна    | Вагова категорія                  | Місце |
| ------------------------------- | --------- | --------------------------------- | ----- |
| Чемпіонат світу з боротьби 2009 | Венесуела | греко-римська боротьба, до 96 кг  | 22    |
| Чемпіонат світу з боротьби 2011 | Венесуела | греко-римська боротьба, до 96 кг  | 29    |
| Чемпіонат світу з боротьби 2013 | Венесуела | греко-римська боротьба, до 96 кг  | 27    |
| Чемпіонат світу з боротьби 2015 | Венесуела | греко-римська боротьба, до 130 кг | 9     |

### Виступи на Панамериканських чемпіонатах
| Змагання                                   | Збірна    | Вагова категорія                  | Місце  |
| ------------------------------------------ | --------- | --------------------------------- | ------ |
| Панамериканський чемпіонат з боротьби 2006 | Венесуела | греко-римська боротьба, до 96 кг  | Бронза |
| Панамериканський чемпіонат з боротьби 2009 | Венесуела | греко-римська боротьба, до 96 кг  | Бронза |
| Панамериканський чемпіонат з боротьби 2010 | Венесуела | греко-римська боротьба, до 96 кг  | Бронза |
| Панамериканський чемпіонат з боротьби 2011 | Венесуела | греко-римська боротьба, до 96 кг  | Бронза |
| Панамериканський чемпіонат з боротьби 2012 | Венесуела | греко-римська боротьба, до 96 кг  | Срібло |
| Панамериканський чемпіонат з боротьби 2013 | Венесуела | греко-римська боротьба, до 96 кг  | Бронза |
| Панамериканський чемпіонат з боротьби 2016 | Венесуела | греко-римська боротьба, до 130 кг | 5      |
| Панамериканський чемпіонат з боротьби 2017 | Венесуела | греко-римська боротьба, до 130 кг | Бронза |

### Виступи на Панамериканських іграх
| Змагання                  | Збірна    | Вагова категорія                 | Місце  |
| ------------------------- | --------- | -------------------------------- | ------ |
| Панамериканські ігри 2007 | Венесуела | греко-римська боротьба, до 96 кг | Бронза |
| Панамериканські ігри 2011 | Венесуела | греко-римська боротьба, до 96 кг | Бронза |

### Виступи на Південноамериканських іграх
| Змагання                       | Збірна    | Вагова категорія                 | Місце  |
| ------------------------------ | --------- | -------------------------------- | ------ |
| Південноамериканські ігри 2014 | Венесуела | греко-римська боротьба, до 98 кг | Золото |

| Змагання                                                | Збірна    | Вагова категорія                 | Місце  |
| ------------------------------------------------------- | --------- | -------------------------------- | ------ |
| Центральноамериканські і Карибські ігри 2010 (Маягуес)  | Венесуела | греко-римська боротьба, до 96 кг | Золото |
| Центральноамериканські і Карибські ігри 2014 (Сан-Хуан) | Венесуела | греко-римська боротьба, до 98 кг | Срібло |
| Центральноамериканські і Карибські ігри 2014 (Веракрус) | Венесуела | греко-римська боротьба, до 98 кг | Срібло |

### Виступи на інших змаганнях
| Змагання                                                               | Збірна    | Вагова категорія                  | Місце  |
| ---------------------------------------------------------------------- | --------- | --------------------------------- | ------ |
| Гран-прі Іспанії з боротьби 2011                                       | Венесуела | греко-римська боротьба, до 96 кг  | 13     |
| Олімпійський кваліфікаційний турнір з боротьби 2012 (Кіссіммі-Орландо) | Венесуела | греко-римська боротьба, до 96 кг  | Срібло |
| Меморіал Іона Корнеану 2012                                            | Венесуела | греко-римська боротьба, до 96 кг  | Бронза |
| Гран-прі Іспанії з боротьби 2012                                       | Венесуела | греко-римська боротьба, до 96 кг  | 8      |
| Гран-прі Іспанії з боротьби 2013                                       | Венесуела | греко-римська боротьба, до 96 кг  | Бронза |
| Боліваріанські ігри 2013                                               | Венесуела | греко-римська боротьба, до 96 кг  | Золото |
| Турнір Дана Колова — Николи Петрова 2016                               | Венесуела | греко-римська боротьба, до 130 кг | 4      |
| Олімпійський кваліфікаційний турнір з боротьби 2016 (Фріско)           | Венесуела | греко-римська боротьба, до 130 кг | Золото |
| Кубок Владислава Пітласинські 2016                                     | Венесуела | греко-римська боротьба, до 130 кг | 14     |
| Гран-прі Іспанії з боротьби 2016                                       | Венесуела | греко-римська боротьба, до 130 кг | Бронза |